# Jean xứ Berry, Bá tước xứ Montpensier
Jean xứ Berry (1375/1376–1397) là Bá tước xứ Montpensier từ năm 1386 đến khi qua đời, và cũng là một nhà quý tộc Pháp. Ông là con trai của Jean, Công tước xứ Berry và Jeanne xứ Armagnac. Ông không có hậu duệ và qua đời trước cha mình.
Ông kết hôn hai lần:
1. Năm 1386 tại Saint-Ouen với Catherine của Pháp (1378-1388), con gái của Charles V và Jeanne xứ Bourbon[1]
2. Năm 1390 với Anne de Bourbon-La Marche (1380–1408), con gái của John I, Bá tước xứ La Marche và Vendôme, và Catherine de Vendôme.